# 吉泰街道
吉泰街道，是中华人民共和国黑龙江省绥化市北林区下辖的一个乡镇级行政单位。

## 行政区划
吉泰街道下辖以下地区：
学府社区和天缘社区。